# 桑田龍征
桑田 龍征（くわた りゅうせい、1986年1月10日 - ）は、日本の実業家、元ホスト。歌舞伎町ホストクラブグループ「NEW GENERATION GROUP」創業者・代表。TikToker。YouTuber。キャッチコピーは自称「歌舞伎町ホスト界のウォルト・ディズニー」。國學院大學文学部中退。大阪府吹田市生まれ、神奈川県横浜市育ち。

## 概要
現在ホストクラブ8店舗を経営、YouTube版マネーの虎番組「令和の虎」に投資家として出演中。 2023年8月よりYouTube「通販の虎」を開始。 その他飲食業、学習塾事業、YouTube「桑田龍征」「通販の虎」「組織の左腕」など法人を11社経営する敏腕青年実業家。
人気YouTuberヒカルの家に同居したり、AV女優の本郷愛と長年不倫＆失恋したり、賭けポーカーで警視庁から書類送検されたり、ホストの売掛規制で店が倒産する直前に林尚弘から融資してもらい難を間逃れたなど、自身のYouTubeを通じて話題を切らさず視聴者に提供する。

## 経歴

### 幼少期・学生時代
大阪府吹田市生まれ。奈良県に移り、4才から神奈川県横浜市に転居。厳格な家庭環境に育つ。父は証券マン、母は歯科衛生士、三兄弟の長男。
中学受験のために学習塾に通う。神奈川県の名門私立の浅野中学校が第一志望であったが、第二志望の國學院大学久我山中学校へ進学し、生涯にわたる友人を得る。そのうちの1人は総合格闘家の安西信昌である。
エスカレーターで國學院大學に進学できるということで高校時代は全く勉強しなかった。高校3年の夏休みといえば勉強一色のはずだが、友人の別荘などで遊んでいた。映画監督に興味を持ったこともあったが、結局受験することはなかった。國學院大学久我山高等学校を卒業。
國學院大學文学部に入学後、悪友に誘われてパチスロにハマる。なおビギナーズラックで当たってしまったことが原因だという。当然勝ち続けることはなく、最初はパチスロ仲間10人程に3万円程度の合計30万円借りているだけだったが、それだけでは首が回らなくなり学生ローンでも更に50万借入をする。

### ホスト時代
そんな自堕落な生活を送っていた際にスカウトマンから声をかけられる。桑田はそれまではホストにあまりいい印象を持っていなかったにも関わらず、何故かその時だけはそのスカウトマンの言うことに耳を傾けていたという。若くして借金を抱え背水の陣だった桑田は友人に相談し、肩を押してもらったこともありスカウトマンとの約束の場所に向かい体験入店をする。
当時のホストクラブは2部営業というものがあり、深夜0時から朝方まで営業していた。主な客層は仕事を終えたキャバクラ嬢などであった。徐々に頭角を現し、入店2ヶ月目にして100万円を売り上げる。この際の給料で借金を全額返済するも、友人らには『こんな大金どうしたんだ？』と逆に驚かれる。
その後も順調に出世を重ねていき最盛期には月に2,000万を売上げる。ホストは一生やれる仕事ではないと思い、2年で現役を引退する。この2年間で得た収入は1億円であった。

### LEVEL2のオーナーへ
その後、自らが描いていた理想の店を作るために歌舞伎町初の現役大学生ホストクラブオーナーとなる。この時の店名は『LEVEL2』であった。名前の由来は『ワンランク上のサービスを提供したい』という桑田の想いからであった。現役大学生という珍しさもあり、従業員には大学生も多かった。
ホスト時代の源氏名は「流星」。ホストデビューしたとき、やるならば一番上を、上を目指すなら天体のものがいいという連想から、「流星」に決めた。オーナーになってからもしばらくはこの源氏名を使用していたが、占いで変えた方がよいと言われたために改名をした。

### NEW GENERATION GROUP 創業
2008年（平成20年）歌舞伎町ホストクラブグループ「LEVEL2 現NEW GENERATION GROUP」を創業、現役大学生オーナー兼代表取締役社長となる。
2010年（平成22年）ホストクラブ「KING」をオープンさせる。その後桑田の出店する店名はチェスが元になったものが多いがこれはその先駆けである。なお、この頃に信頼していた人物に裏切られたことがある。

### YouTuberとして動画配信
2017年（平成29年）YouTuber型ホストとして歌舞伎町から動画「ニュージェネ体操」を発信。全力で真面目にふざけてみたというナイトクラブ用「夜のラジオ体操」は、歌舞伎町の屋外ビジョンで流され、見た人は「中毒性が高すぎる」「頭から離れない」と話題になった。当時の風潮として、ホストがYouTuberになったり、ホストクラブが番組を企画・配信も珍しかった。桑田が先陣を切った形となった。
その他に、炎上系YouTuberシバターが襲撃、人気YouTuber ラファエル、ぷろたん、カブキンらが次々と「NEW GENERATION GROUP」に体験入店するというコラボが展開される。
YouTuberを起用した広告戦略、外部コーチを起用したマネジメント手法で各種メディアから注目を集める。キャッチコピーは「「歌舞伎町ホスト界のウォルト・ディズニ―の異名をもつ男」

### 令和の虎に出演
2019年より、ビジネス投資バラエティー「令和の虎」に虎として出演。
2019年（令和元年）初の著書でビジネス書『ホスト2.0 歌舞伎町新時代の稼ぎ方』を出版。歌舞伎町No.1グループの代表になるまでの上昇（常勝）術、人を育てる人材育成、YouTubeを使ったマーティング戦術など独自論を展開する。テレビ東京の経済番組『ニュースモーニングサテライト』で書籍が紹介。ビジネス書ランキングで前田裕二の『メモの魔力』に次いで、第2位にランクインする。
2021年（令和3年）TikTokを開設。
2022年（令和4年）YouTubeチャンネル「桑田龍征の心が折れそぅ」を開設。
2023年（令和5年）8月　株式会社通販の虎を設立。YouTubeチャンネル「通販の虎」を開始。
2023年（令和5年）東京都は、悪質な接客をしているホストクラブが多い歌舞伎町に規制を課した。女性客の飲食代金を店やホストが立て替えて後から「売掛金」として請求し、返済のため風俗店で働かしたり、大久保公園の立ちんぼが急増して社会問題になった。その影響をもろにうけた「NEW GENERATION GROUP」は月商売上が1億円に下がり、友人である林尚弘からの融資を受け倒産を免れた。
2024年（令和6年）11月　株式会社組織の左腕を設立。YouTubeチャンネル「組織の左腕」を開設。

## 不祥事
令和の虎メンバーとの違法賭博
2022年6月1日、警視庁は、桑田を含むYouTube番組「令和の虎　CHANNEL」の出演者14人を賭博などの容疑で書類送検した。保安課によると、14人は2021年10月と2022年2月、東京都新宿区と台東区の会社事務所で賭けポーカーをした。ポーカーは「テキサスホールデム」という種目で、同課は約60回開催していたとみている。
本郷愛との不倫騒動
2024年（令和6年）AV女優の本郷愛と長年不倫していたことが、YouTuber加藤純一の騒動で暴露される。自身のYouTubeチャンネルで桑田は、人気YouTuberのヒカルと相馬トランジスタに、本郷との破局について「涙が止まらなくて…初恋ぐらい燃えてた」と吐露した。

## 人物
- 妻は桑田が通っていた風俗店の人気No.1キャバ嬢。2024年現在の年齢は31歳。1人の子供を授かっている。桑田のYouTubeチャンネルに度々出ている（顔にはモザイク）。呼び名は「ちゅむちゃん」。2024年3月現在3歳。
- 良く通る声の大きさが自慢で「他に何もないから元気で売ってやる」と、元気さを売りにした[1]。現役時代、桑田の声は店内がどれだけ騒がしくてもはっきりと通っていたという。
- ハイテンショントーク[1]
- ヒカルおよび飯田祐基の3人で同居している[10]。

## 出版
- 『ホスト2.0 歌舞伎町新時代の稼ぎ方』（幻冬舎、2019年2月27日）　ISBN 978-4344034334

## 出演

### テレビ
- 『マツコ&有吉 かりそめ天国』（テレビ朝日）
- 『マツコ会議』（日本テレビ）

### インターネット放送
- 『令和の虎』（YouTube番組）
- 『竹之内社長の【非常識な成功法則】』（YouTube番組）　https://www.youtube.com/watch?v=WUQPkdbeN5Q

### 雑誌
- 『週刊SPA!』（扶桑社） - 「ホスト2.0特集」